# Bayan-Ovoo (Bayankhongor)
Pour les articles homonymes, voir Bayan-Ovoo.
Le sum de Bayan-Ovoo (mongol : ᠪᠠᠶ᠋ᠠᠨ
ᠣᠪᠤᠭ᠎ᠠ
ᠰᠤᠮᠤ, cyrillique : Баян-Овоо сум, MNS : Bayan-Ovoo sum) est situé dans l'aimag (ligue) de Bayankhongor, en Mongolie.